# Pont tibetà de Canillo
El pont tibetà de Canillo  és un pont tibetà situat a la parròquia de Canillo, a Andorra. És un pont penjant per a vianants ubicat a la part baixa de la vall del Riu que uneix els dos vessants des del camí de les Bordes de l'Armiana, a un costat, i el coll de la Cauba, a l'altre. Té una longitud de 603 m i es tracta del segon pont tibetà més llarg del món després del Sky Bridge 721, de 721 m de longitud, situat a Dolní Morava, a la República Txeca.
El pont es va obrir al públic el 9 de juny del 2022 amb dues jornades de portes obertes gratuïtes i a partir del dia 11 l'entrada ja va ser de pagament amb un preu de 12 €. A part de l'entrada individual el comú de Canillo, propietari de la infraestructura, també va posar a disposició diverses tarifes reduïdes d'entre les quals hi ha un paquet de compra conjunt per les entrades del pont tibetà i del mirador del Roc del Quer, també situat a Canillo.
Es va construir amb la intenció d'esdevenir un atractiu turístic de la zona, amb l'objectiu de desestacionalitzar el turisme de neu al país.
La construcció del pont va ser encarregada pel comú de Canillo a l'empresa francesa E.R.I.C. i l'andorrana Desplom Treballs Verticals. El disseny del pont va anar a càrrec de E.R.I.C.
Les obres van començar el novembre del 2020. Els primers treballs es van realitzar al costat de les Bordes de l'Armiana i també es va començar treballant en els accessos, en assegurar la zona i en transportar el material per a executar l'obra.

## Especificacions tècniques
A continuació es llisten les especificacions tècniques de la infraestructura:
- Longitud de la passarel·la: 580 m
- Longitud entre els ancoratges dels cables: 603 m
- Amplada: 1 m
- Amplada a les baranes: 1,7 m
- Alçada màxima respecte el terra: 158 m
- Elevació sobre el nivell del mar al costat del camí de les Bordes de l'Armiana: 1.875 m
- Elevació sobre el nivell del mar al costat del coll de la Cauba: 1.884 m
- Desnivell entre els dos vessants: 12 m
- Pendent màxim de la passarel·la: ≈ 16%
- Càrrega màxima de treball: 100 kg/m² o 600 persones
- Pes total: 200 t
- Cables portadors: 4 (diàmetre nominal: 72 mm)
- Cables laterals al vent: 2 (diàmetre nominal: 44 mm)